# PGC 7359
LEDA/PGC 7359, auch UGC 1432, ist eine isolierte Spiralgalaxie vom Hubble-Typ Sbc im Sternbild Widder auf der Ekliptik. Sie ist schätzungsweise 364 Millionen Lichtjahre von der Milchstraße entfernt und hat eine Ausdehnung von etwa 110.000 Lichtjahren. Vom Sonnensystem aus entfernt sich das Objekt mit einer errechneten Radialgeschwindigkeit von näherungsweise 8.000 Kilometern pro Sekunde. Gemeinsam mit PGC 212878 bildet sie das wechselwirkende Galaxienpaar ARP 56.
Halton Arp gliederte seinen Katalog ungewöhnlicher Galaxien nach rein morphologischen Kriterien in Gruppen. Diese Galaxie gehört zu der Klasse Spiralgalaxien mit einem kleinen Begleiter hoher Flächenhelligkeit auf einem Arm (Arp-Katalog).
Im selben Himmelsareal befinden sich unter anderem die Galaxien IC 1748, PGC 7221, PGC 7273, PGC 7377.